# 石破内閣の政策
石破内閣の政策（いしばないかくのせいさく）では、石破内閣で行われた政策や議論に上がった事を扱う。

## 政治改革
石破茂首相は特に強い思いを持って取り組んだ上で、各党との協議を経て、政策活動費の廃止などが明記された3つの関連法を成立させられたことを強調した。

## 財務・金融

### 予算・財政黒字化
石破茂首相は12月27日、政府が閣議決定した2025年度予算案で一般会計の歳出総額が過去最大の115兆5415億円となったことについては「財政健全化の旗を降ろすことはない。プライマリーバランス（基礎的財政収支）黒字化を目指すという方針のもと、歳出・歳入両面からの取り組みを継続する」と述べた。

## 外交

### ラオスへの日本人観光客のビザ免除
ラオスのソンサイ・シーパンドーン首相との会談で両国関係を「包括的・戦略的パートナーシップ」へ格上げする発表をした。ソンサイ首相は「普通旅券を所有する日本人観光客に対し、ビザ免除を15日間から最大30日間に拡大する予定だ」と明らかにした。

## 経済産業

### 産業構造
石破茂首相は参議院予算委員会で、企業が短期的利益のため、行き過ぎた自社株買いを行うのは問題だといった認識を示した。その上で、企業の社会的責任については「従業員、家族、地域に対して還元していくことは極めて重要だ。次の時代に対する投資なくして成長はない」と指摘した。

## 建設行政

### 住宅政策
2025年7月30日に今後の国の住宅政策の方向性を定める「住生活基本計画」を見直し、その素案を取りまとめた。都市部を中心とした住宅価格の上昇を踏まえ、子育て世帯などが比較的手頃な価格で住宅を確保できるようにするための環境の整備を官民で取り組むことなどが盛り込まれた。

### 建設産業
石破茂首相は日本建設業連合会や全国建設業協会など、建設4団体との対話の後に「公共工事設計労務単価改定は過去11年間で最も高い6％増、2万4852円ということになる。これが現場の従事者にきちんと支払われ、そして構造的な賃上げになるように政府としても努力をする」と述べていた。

## 地方創生・地域活性化

### 地方創生2.0
地方創生や地域活性化の取り組みでは、「地方創生2.0」を掲げた。「地方創生2.0」は、これまでの地域活性化やまちおこしではなく、日本の活力を取り戻す経済政策であり、社会政策だと位置付けている。

## 防災庁の設置
災害対策を全般的に統括する司令塔として2026年度の設置を目指す。 内閣府防災担当を切り離し、内閣直下の組織として専任の大臣を置き、役所間の縦割りを排して強い調整機能を持たせるために他省庁への勧告権を持つとともに各省庁は勧告を尊重する義務を負う。 各地方自治体や団体が誘致を目指しており、2025年06月16日時点で21カ所が誘致の要望をしている。